# میگل آریاس کانتیه
میگل آریاس کانتیه (انگلیسی: Miguel Arias Cañete؛ زادهٔ ۲۴ فوریهٔ ۱۹۵۰) سیاست‌مدار اهل اسپانیا و کمیسیونر انرژی اتحادیه اروپا  است.